# Phare du cap Greco
Le phare du cap Greco est un phare actif situé sur l'extrémité du Cap Greco dans le District de Famagouste (République de Chypre) dans le sud de l'île de Chypre.

## Histoire
Le phare, mis en service en 1892, se situe à environ 8 km au sud-est d'Ayía Nápa, en bout de la péninsule sud-est de Chypre.

## Description
Le phare est une tour circulaire en maçonnerie de 15 m de haut, avec balcon et lanterne attenante à une petite maison de gardien d'un étage.. Le bâtiment est peint en blanc. Il émet, à une hauteur focale de 16 m un éclat blanc et rouge, selon direction, toutes les 15 secondes. Sa portée est de 12 milles nautiques (environ 22 km) pour le feu blanc et 11 milles nautiques (environ 20 km) pour le feu rouge.
Identifiant : ARLHS : CYP003 - Amirauté : N5888 - NGA : 20940 .

## Caractéristiques dufeu maritime
Fréquence : 15 secondes (W)
- Lumière : 1.5 seconde
- Obscurité : 13.5 secondes

|           |
| Cap Greco |

|                             |
| Le cap Greco (vue aérienne) |

### Lien connexe
- Liste des phares de Chypre